# Monacobreen
Der Monacobreen (auch Monaco-Gletscher) ist ein Gezeitengletscher im Haakon-VII-Land im Nordwesten der Insel Spitzbergen. Der etwa 40 Kilometer lange Gletscher fließt von der Isachsenfonna-Eiskappe auf einer Höhe von ungefähr 1250 Metern nordwärts zum Liefdefjord, in den er kalbt. Im Liefdefjord vereinigt sich der Monacobreen mit dem von Westen zufließenden, deutlich kleineren Seligerbreen und bildet mit diesem eine etwa fünf Kilometer lange Abbruchkante.
Die Fläche des Monacobreen wurde 1993 mit 408 km² ermittelt. Das durchschnittliche Gefälle beträgt ungefähr zwei Grad. Die Eisdicke wird auf 225 Meter geschätzt. Wie alle Gletscher Spitzbergens hat auch der Monacobreen seit der Kleinen Eiszeit an Substanz verloren, zwischen 1966 und 1990 hat sich das Gletscherende um etwa einen Kilometer zurückgezogen.
Der Gletscher ist zu Ehren von Fürst Albert I. von Monaco benannt, der das Gebiet 1906 und 1907 mit Gunnar Isachsen erforschte.

## Surge-Aktivität Ende des 20. Jahrhunderts
Beim Monacobreen handelt es sich um einen Surge-Gletscher, also einen Gletscher, bei dem phasenweise erheblich höhere Fließgeschwindigkeiten auftreten. Der Monacobreen gilt sogar als Prototyp des Spitzbergen-Typs dieses Phänomens. Die letzte aktive Phase fand in den 1990er-Jahren statt und dauerte mehr als sechs Jahre. Anfang dieses Jahrzehnts berichteten in der Gegend tätige Expeditionsleiter von einer erheblich gesteigerten Spaltenbildung des Monacobreen. Über drei Jahre nahm die Fließgeschwindigkeit des Gletschers erheblich zu, das Gletscherende stieß dabei zwei Kilometer vor. Etwa die Hälfte des Geschwindigkeitszuwachses vollzog sich dabei zwischen September 1991 und März 1992.
Das Maximum wurde 1994 erreicht und lag bei 5 Metern pro Tag. Die Steigerung der Geschwindigkeit begann dabei nahezu gleichzeitig im gesamten unteren Teil des Gletschers und breitete sich später nach oben aus. Es gab somit keine Surge-Front, die gletscherabwärts wanderte. Bis 1998, über mehr als drei Jahre, nahm dann die Geschwindigkeit wieder allmählich bis auf das ursprüngliche Niveau ab. Eine solche Charakteristik scheint typisch für die Surge-Gletscher Spitzbergens, die im Meer enden. Die theoretisch aus der Fläche und Form des Gletschers abgeleitete Geschwindigkeit während der Ruhephase beträgt 2,2 bis 3,0 Meter pro Jahr, was 6 bis 8 Millimeter pro Tag entspricht. Somit ist davon auszugehen, dass der Faktor für den Geschwindigkeitszuwachs während der aktiven Phase in der Größenordnung 100 bis 1000 liegt.